# ベンジャミン・W・リー
ベンジャミン・リー（Benjamin Whisoh Lee （ベンジャミン・フィソ・リー）、1935年1月1日 - 1977年6月16日）は、日本統治時代の朝鮮で生まれたアメリカの理論物理学者である。
アメリカにおいては彼の英語名のニックネームでベン・リー (Ben Lee) として知られ、韓国ではイ・フィソ（이휘소、李輝昭）として知られている。
彼は20世紀後半に理論素粒子物理学において自発的に対称性が破れたゲージ理論の繰り込み とチャームクォークの探索に関する研究に貢献した。
物理学者として本格的に活動し始めて以来、およそ20年間で総計107本の論文を発表し、このうち77本がジャーナルに出版された。
代表的な弟子には姜周相・高麗大学物理学科名誉教授がいる。

## 生涯

### 生い立ち
ベンジャミン・リーは1935年1月1日、日本統治時代の朝鮮京城府元町(現在のソウル特別市龍山区)で3男1女の長男として生まれた。本貫は広州李氏。母親は元町の『慈恵病院』で働いており、父親は医者免許を所持していたにもかかわらず、貧しい人たちからお金をもらって治療することを嫌がって開業医活動を行わなかったため、家計は母親が担っていた。
1941年に京城師範学校第一付属国民学校に入学した。当時、富裕な友人からよく日本語の書籍を借りて読んでいた。その中で彼が一番大好きだった本は月刊誌『子供の科学』だったという。国民学校在学中に朝鮮は独立を迎え、京城師範学校が閉校されたため、1947年に卒業する時はソウル大学師範部付属国民学校所属だった。卒業後は京畿中学校に進学した。部活動は化学部に所属していたという。

### 大学入学からアメリカへの留学
ベンジャミン・リーは検定考試(日本の高等学校卒業程度認定試験に該当)を受けて大学入学資格を取得し、1952年にソウル大学工学部化学工学科に首席で入学した。入学後、化学より物理学に大きく興味を抱き、以後文理科部物理学科への転科を試みたものの、大学側は文理科部物理学科への転科を許可しなかった。彼は独学で物理学を勉強し、朝鮮戦争参戦米軍将校婦人会の留学奨学生に選抜されたため、ソウル大学を自主退学し、1955年1月にアメリカのマイアミ大学物理学科の3年生課程に編入学した。
1956年、物理学科を優秀な成績(スンマ・クム・ラウデ(Wiktionary:summa cum laude))で卒業し、ピッツバーグ大学大学院に進学した。 大学院では、ティーチングアシスタント(TA)として、工学科と医学科の学生たちの物理学実験を担当した。翌年の秋学期からはリサーチアシスタント(RA)を兼職するようになり、実験の指導だけ担当していたところから正式に1つの講義を割り当てられた。この頃、物理学で本格的に素粒子物理学、正確には場の量子論の専攻を希望するようになった。
ベンジャミン・リーはピッツバーグ大学大学院の博士課程進級試験に首席合格し、1958年に修士学位を取得した。修士論文の題名は〈On the Analytic Properties of the {\displaystyle S}-Matrix with Some Application〉である。
彼はピッツバーグ大学大学院の博士課程への進級を予定していたが、シドニー・メシュコフは彼の才能を惜しみ、ペンシルベニア大学のアブラハム・クラインに推薦した。クラインは彼の才能を認め、博士学位資格試験である予備試験を免除させ、さらにハリソンフェローシップ(Harrison Fellowship)に推薦した。
ベンジャミン・リーはクラインと共同研究を行い、1960年11月に〈Study of {\displaystyle K^{+}N} Scattering in the Double Dispersion Representation〉でPh.D.を授与された。その後、1961年8月まで、彼はペンシルベニア大学の博士研究員及び専任講師に任用された。
以後ベンジャミン・リーはプリンストン高等研究所の任期1年の研究会員に招聘されたが、クラインの配慮で1961年度から助教授に任用されたため、プリンストン高等研究所の任期が終了してからの心配は要らなくなった。 ベンジャミン・リーはプリンストン高等研究所に赴任する前、アメリカ各地の大学教員に任用されバラバラになる同年の同僚たちと記念で共同論文を執筆し、これを『レビュー・オブ・モダーン・フィジクス』に投稿した。

### プリンストン高等研究所及びペンシルベニア大学にて
1961年の秋、ベンジャミン・リーはプリンストン高等研究所に移る。ベンジャミン・リーは夕食や飲み会のような社交的な集まりにほとんど顔を出さずに研究室にだけ頭門不出していたという。この頃ベンジャミン・リーはヤン＝ミルズ理論理論の量子化に興味を持っていた。
1962年、ベンジャミン・リーはマレーシア系華僑マリアン・ムン・チン・シム(Marianne Mun Ching Sim、沈蔓菁)と結婚し、一男一女をもうけた。
1963年に、ベンジャミン・リーはアルフレッド・P・スローン財団の研究会員を務めた。 彼はプリンストン高等研究所での任期を終え、ペンシルベニア大学に准教授として復帰し、1965年に教授に任用された。

### ニューヨーク州立大学ストーニブルック校在職時期
1965年の秋に、プリンストン高等研究所の楊振寧からの誘いを受け、ベンジャミン・リーは1966年5月にニューヨーク州立大学ストーニブルック校に訪問教授として招聘され、9月から理論物理学研究センターの教授として赴任した。
1967年11月、スティーヴン・ワインバーグは《フィジカル・レビュー・レター》に〈A Model of Leptons〉を発表し、ベンジャミン・リーは論文掲載のための審査を依頼された。 この論文は電磁相互作用と弱い相互作用を統一的に記述するものであり、後に電弱統一理論やワインバーグ＝サラム理論と呼ばれることになる。この業績により、ワインバーグは1979年にノーベル物理学賞を受賞した。
1968年にアメリカ合衆国市民権を取得し、翌年の1969年までグッゲンハイム基金の研究会員(en:List of Guggenheim Fellowships awarded in 1968, No.128)を務めたが、この期間中彼はフランスで家族と一緒に休日(en:Leave of absence)を過ごしながら、高等研究実習院で自由な研究活動を行った。ここで彼は自発的対称性の破れとそれによる南部ゴールドストーン・ボソンなどに深い興味を抱き、線形シグマ模型(en:Sigma model)の繰り込みに関する論文を執筆した。
1970年6月、ベンジャミン・リーはコルシカ島でのカジュース(en:Cargèse)夏の学校に講演者として招聘された。ここで彼はシグマ模型の自発的に破れた対称性とその繰り込みに関して講義した。オランダの大学院生ヘーラルト・トホーフトは指導教員のマルティヌス・フェルトマンと一緒にヤン＝ミルズ理論の繰り込みに関して研究していて、夏の学校のベンジャミン・リーの講義を受けたが、これに決定的に助けられたと後日回顧した。
1971年にマレー・ゲルマンの招聘で、カリフォルニア工科大学の交換教授で5か月間在職した。
1972年10月に朴正煕が自分の独裁のために維新憲法を宣布したとき、ベンジャミン・リーは外国人同僚たちに合わせる顔がないと、近くの韓国人の友人たちに吐露していた。姜慶植・元ブラウン大学教授は、母国訪問学術会議や夏季シンポジウムの講演者招聘の受諾をベンジャミン・リーに勧めていたが、その度、朴正煕が独裁を続けている限りはそういうことは断じてしないと固く断っていた。

### フェルミ国立加速器研究所在職時期
1973年9月にフェルミ国立加速器研究所の理論物理学部長(Head of the theoretical physics department)に赴任し、1975年8月までブルックヘブン国立研究所の高エネルギー諮問委員を務めた。一方、1974年4月からシカゴ大学の教授も兼任した。ニューヨーク州立大学ストーニブルック校では1966年8月31日からベンジャミン・リーを休職処理し、1974年9月25日から物理学科先端教授(leading proffesor)に任用する特別待遇をし、1976年8月30日まで続いた。フェルミ国立加速器研究所では、ベンジャミン・リーはここでのほぼ全ての理論研究に関与し、実験計画も一緒に立てていた。1974年6月からはSLAC国立加速器研究所の科学政策委員会諮問委員を務めた。
1974年にアメリカ合衆国国際開発庁(USAID)の借款によるソウル大学援助計画のアメリカ側評価委員として20年ぶりに母国を訪問した。朴正煕が独裁をし続ける限りは韓国に足を入れることは断じてないと決めていたベンジャミン・リーがどうしてUSAIDの評価委員委嘱を受諾したのかについてははっきりしていない。
1976年に三度プリンストン高等研究所の研究員として招聘された。またこの年にアメリカ芸術科学アカデミーの会員に選出された。

### 交通事故
1977年6月16日午後1時22分頃、アメリカ合衆国イリノイ州の州間高速道路80号線上の交通事故で死去した。彼はフェルミ国立加速器研究所の夏の研究審議会のために家族と一緒にコロラド州アスペンに向かっている途中だった。
ベンジャミン・リーは1977年8月に国民勲章・冬柏章を授与された。2006年には韓国科学技術翰林院により韓国科学技術人名誉の殿堂に挙げられた。

### 家族
- 父親 李逢春(イ・ボンチュン)
- 母親 朴順姫(パク・スンヒ)
  - 長男 ベンジャミン・フィソ・リー (Benjamin Whisoh Lee)
  - 二女 イ・ヨンジャ
  - 三男 イ・チョルン
  - 四男 イ・ムオン
- 夫人 マリアン・ムン・チン・シム (Marianne Mun Ching Sim)
  - 息子 ジェフリー・フォンテーン・リー (Geoffrey Fountain Lee)
  - 娘 イレネ・アン・リー (Irene Anne Lee)

## 業績

### 自発的に対称性が破れたゲージ理論の繰り込み
1964年にリーは彼の指導教員クラインと自発的対称性の破れに関する論文 を発表し、素粒子の質量の存在を説明するヒッグス機構の登場に貢献した。
1969年にリーは、自発的対称性の破れを議論する時のトイモデルとして愛用されている、シグマモデル(en:Sigma model)の繰り込みに成功した。 この頃、当時オランダの大学院生だったトホーフトはヒッグス機構をヤン＝ミルズ理論に応用して局所ゲージ対称性が自発的に破れる模型を研究していた。彼は1970年コルシカでのカジュース(en:Cargèse)夏の学校でリーの講義を聴いたが、この時、彼は非可換ゲージ理論の繰り込みに関して決定的なアイデアを得て、それに成功している。この業績でトホーフトは当時の彼の指導教員だったフェルトマンとともにノーベル物理学賞を受賞した。
ポリツァーは彼の2004年ノーベル賞受賞記念講演で、リーが電弱統一理論に対するトホーフトの研究結果を再解釈してわかりやすく説明したおかげで、当時の学者たちがその重要性に気づくことができたと述べた。

### チャームクォークの質量の予測
素粒子はベータ崩壊とともにその電荷を変えるが、低確率でベータ崩壊のあとでその電荷が変わらない場合がある。これを中性カレント(en:Neutral current)と呼ぶ。しかし、ストレンジネスを持つ粒子がベータ崩壊した場合、この中性カレントは存在し得ず、シェルドン・グラショー、ルチャーノ・マイアーニ、ジャン・イリオポロス(en:John Iliopoulos)は1970年に、チャームクォークの存在を仮定してこの説明を行った。ベンジャミン・リーは1974年8月に、ガヤールド(en:Mary K. Gaillard)、ロズナー(Jonathan Rosner)とともに、論文〈Searching for charm〉 において、チャームクォークが持ち得る質量の範囲を予測した。チャームクォークの探索実験は、この論文およびプレプリントをガイドとして行われた。

### 現代宇宙論的リー=ワインバーグ境界の計算
1977年に、リーとワインバーグは重いニュートリノ質量の最低境界に関する論文を発表した。 この論文で彼らは、初期宇膨張の痕跡として、対消滅でやがてほかの粒子に崩壊するような、十分重くてまた安定的な粒子があるなら、それらの相互作用の大きさは最低2GeVであろうと予見した。ここで彼らが扱った粒子は軽い暗黒物質(en:Light dark matter)の候補として考えられるWIMP(en:Weakly interacting massive particle)である。彼らの計算によると、WIMPの質量が約2GeVより軽い値を持ちえないことが示唆されている。このWIMPの質量がそれ以上軽くなりえない境界をリー=ワインバーグ境界と呼ぶ。
この論文はPhysical Review Lettersが1977年5月に受け付け、1977年7月に出版された。しかしリーはその年の6月16日に亡くなったため、この論文の出版を迎えられなかった。

## 著書および論文

### 著書
- Lee, Benjamin W. (August 1972). Chiral Dynamics. Documents on modern physics. New York: Gordon and Breach Science Publishers. ISBN 0-677-01380-9

### 論文
- Lee, Benjamin W. (December 1958). “Dispersion Relation for Nonrelativistic Potential Scattering”. Physical Review 112 (6):  2122–2124. doi:10.1103/PhysRev.112.2122.
- Lee, Benjamin W.; Vaughn, Michael T. (June 1960). “{\displaystyle p}-Wave Resonance in Pion-Pion Scattering”. Physical Review Letters 4 (11):  578–580. doi:10.1103/PhysRevLett.4.578.
- Lee, Benjamin W. (October 1960). “{\displaystyle K\pi } Interaction in the Double Dispersion Representation”. Physical Review 120 (1):  325–330. doi:10.1103/PhysRev.120.325.
- Behrends, R. E.; Dreitlein, J.; Fronsdal, C.; Lee, Benjamin W. (January 1962). “Simple Groups and Strong Interaction Symmetries”. Review of Modern Physics 34 (1):  1–40. doi:10.1103/RevModPhys.34.1.
- Klein, Abraham; Lee, Benjamin W. (March 1964). “Does Spontaneous Breakdown of Symmetry Imply Zero-Mass Particles?”. Physical Review Letters 12 (10):  266-268. doi:10.1103/PhysRevLett.12.266.
- Lee, Benjamin W. (June 1968). “Chiral Dynamics of Octet Baryons and Nonleptonic Decays of Hyperons”. Physical Review 170 (5):  1359-1364. doi:10.1103/PhysRev.170.1359.
- Lee, Benjamin W. (March 1969). “Renormalization of the {\displaystyle \sigma }-model”. Nuclear Physics B 9 (5):  649-672. doi:10.1016/0550-3213(69)90065-0.
- Gervais, J.-L.; Lee, Benjamin W. (September 1969). “Renormalization of the {\displaystyle \sigma }-model (II) fermion fields and regularization”. Nuclear Physics B 12 (4):  627-646. doi:10.1016/0550-3213(69)90145-X.
- Lee, Benjamin W.; Zinn-Justin, Jean (June 1972). “Spontaneously Broken Gauge Symmetries. I. Preliminaries”. Physical Review D 5 (12):  3121-3137. doi:10.1103/PhysRevD.5.3121.
- Lee, Benjamin W.; Zinn-Justin, Jean (June 1972). “Spontaneously Broken Gauge Symmetries. II. Perturbation Theory and Renormalization”. Physical Review D 5 (12):  3137-3155. doi:10.1103/PhysRevD.5.3137.
- Lee, Benjamin W.; Zinn-Justin, Jean (June 1972). “Spontaneously Broken Gauge Symmetries. III. Equivalence”. Physical Review D 5 (12):  3155-3160. doi:10.1103/PhysRevD.5.3155.
- Lee, Benjamin W.; Zinn-Justin, Jean (February 1973). “Spontaneously Broken Gauge Symmetries. IV. General Gauge Formulation”. Physical Review D 7 (4):  1049-1056. doi:10.1103/PhysRevD.7.1049.
- Abers, Ernest S.; Lee, Benjamin W. (September 1973). “Gauge theories”. Physics Reports 9 (1):  1-2. doi:10.1016/0370-1573(73)90027-6.
- Gaillard, Mary; Lee, Benjamin W.; Rosner, Jonathan (April 1975). “Search for charm”. Reviews of Modern Physics 47 (2):  277-310. doi:10.1103/RevModPhys.47.277.
- Bardeen, William; Lee, Benjamin W.; Shrock, Robert (August 1976). “Phase transition in the nonlinear {\displaystyle \sigma } model in a {\displaystyle (2+\epsilon )}-dimensional continuum”. Physical Review D 14 (4):  985-1005. doi:10.1103/PhysRevD.14.985.
- Lee, Benjamin W.; Weinberg, Steven (July 1977). “Cosmological Lower Bound on Heavy-Neutrino Masses”. Physical Review Letters 39 (4):  165-168. doi:10.1103/PhysRevLett.39.165.